# سيريجنانو
سيريجنانو (بالإيطالية: Sirignano)‏ هي مدينة وكومونا في مقاطعة أفيلينو، بمنطقة كمبانية، جنوب إيطاليا.